# Джервейс, Рики
Ри́ки Дин Джерве́йс (англ. Ricky Dene Gervais; род. 25 июня 1961, Рединг) — британский комик, актёр, режиссёр, продюсер, писатель и музыкант.
Джервейс известен как создатель и актёр комедийного сериала «Офис» (2001). Он сыграл главную роль Дэвида Брента в оригинальной британской версии сериала, который получил международное признание и был адаптирован в различных странах. Он также создал и снялся в других успешных проектах, таких как «Массовка» (2005) и «Жизнь после смерти» (2019).
Джервейс начал карьеру стендап-комика в конце 1990-х годов. Он провел пять международных туров и зарекомендовал себя как один из самых успешных и провокационных стендаперов современности.
Джервейс — лауреат множества наград, в том числе семи премий BAFTA, четырёх British Comedy Awards, двух премий «Эмми» и трёх «Золотых глобусов». В 2010—2012, 2016 и 2020 годах — ведущий церемонии вручения «Золотого глобуса».

## Биография
Джервейс родился 25 июня 1961 года в больнице Battle Hospital в Рединге, Беркшир. Отец — Лоуренс Рэймонд «Джерри» Джервейс (1919—2002), франкоканадец и ирокез по происхождению, вырос на ферме в Пейн-Корт, Онтарио, Канада, эмигрировал в Великобританию во время Второй мировой войны, служа за границей. Он работал чернорабочим и носильщиком кирпичей, прежде чем встретил мать Джервейса, англичанку Еву Софию (урожденную Хаус; 1925—2000). Они познакомились во время светомаскировки и поселились в Уитли в Рединге, где в течение шестнадцати лет у них родилось четверо детей. Ева умерла в возрасте 74 лет от рака легких. Рики был младшим ребёнком, его братья и сестры: школьный учитель Ларри (1945—2019), Марша, учительница для детей с особенностями развития (род. 1948), и художник-декоратор Боб (род. 1950). Под влиянием Боба Джервейс начал сомневаться в существовании Бога примерно с восьми лет.
Джервейс учился в детской и младшей школах Уитли-Парк, а среднее образование получил в средней школе Эшмид. В 1980 году после перерыва, который он провел, работая садовником в Университете Рединга, он поступил в Университетский колледж Лондона. Он собирался изучать биологию, но через две недели переключился на философию и получил диплом с отличием второго класса по этому предмету в 1983 году. Во время учёбы он встретил Джейн Фэллон, с которой состоит в отношениях с 1982 года.
C 1982 по 1984 пел в дуэте Seona Dancing. С 2001 года ведет The Ricky Gervais Show, комедийное шоу на радио вместе со Стивеном Мёрчантом и Карлом Пилкингтоном. Вместе со Стивеном Мёрчантом в 2001 создал телесериал «Офис», в 2005 — телесериал «Массовка». В 2008 году он сыграл самого себя в игре GTA IV.

## Личная жизнь
С 1982 года он состоит в отношениях с продюсером и писательницей Джейн Фэллон. Они не собираются регистрировать брак и заводить детей. Он заявляет, что они решили не жениться, потому что «нет смысла устраивать настоящую церемонию перед глазами Бога, потому что Бога нет», и не заводить детей, потому что им «не хотелось посвящать этому 16 лет своей жизни… да и детей и так слишком много».
У Джервейса есть дома в Хампстеде, Лондон и Марлоу, Бакингемшир. У него также есть квартира в здании Barbizon 63 на Манхэттене, Нью-Йорк.
Джервейс — атеист и ярый борец за права животных. Он какое-то время был вегетарианецем. 3 сентября 2019 года он получил премию Ричарда Докинза, которая присуждается людям, провозглашающим «ценности секуляризма и рационализма, отстаивающим научные истины, куда бы они ни привели». Ричард Докинз назвал Джервейса «остроумным героем атеизма и разума».
Джервейс поддерживает права геев и назвал введение однополых браков в Англии и Уэльсе «победой для всех нас», заявив, что «всё, что способствует равенству, способствует прогрессу… Нельзя иметь „чересчур“ равенства». При этом Джервейс подвергался критике за содержание своих номеров и постов в социальных сетях, которые были названы трансфобными.
Дружит с Джоном Стюартом, Стивеном Мёрчантом, Карлом Пилкингтоном, Робом Стином и Робином Инсом.

## Фильмография
| Год       |     | Русское название                | Оригинальное название                          | Роль                         |
| --------- | --- | ------------------------------- | ---------------------------------------------- | ---------------------------- |
| 1999      | с   | Шоу Джима Таваре                | The Jim Tavaré Show                            | различные роли персонажей    |
| 1999      | с   | Лаборатория комедии             | Comedy Lab                                     | Клайв Медоуз                 |
| 2000      | с   |                                 | The 11 O'Clock Show                            |                              |
| 2001      | с   | Spaced                          | Spaced                                         | Дэйв                         |
| 2001      | ф   | И пес пожрал пса                | Dog Eat Dog                                    | вышибала                     |
| 2001—2003 | с   | Офис                            | The Office                                     | Дэвид Брент                  |
| 2002      | кор | Робби – северный олень          | Legend of the Lost Tribe                       | пингвин                      |
| 2003      | с   | Счастье                         | Happiness                                      | Рики Джервейс                |
| 2004      | с   | Шпионка                         | Alias                                          | Дэниэл Райан                 |
| 2005      | мф  | Вэлиант: Пернатый спецназ       | Valiant                                        | Багси (озвучка)              |
| 2005—2007 | с   | Массовка                        | Extras                                         | Энди Миллман                 |
| 2006      | ф   | На ваш суд                      | For Your Consideration                         | Мартин Гибб                  |
| 2006      | ки  | Scarface: The World Is Yours    | Scarface: The World Is Yours                   | англичанин                   |
| 2006      | ф   | Ночь в музее                    | Night at the Museum                            | доктор МакФи                 |
| 2006—2011 | с   | Симпсоны                        | The Simpsons                                   | Рики Джервейс/Чарльз         |
| 2007      | ф   | Звёздная пыль                   | Stardust                                       | Ферди                        |
| 2008      | ки  | Grand Theft Auto IV             | Grand Theft Auto IV                            | Рики Джервейс                |
| 2008      | ф   | Город призраков                 | Ghost Town                                     | доктор Бертрам Пинкус        |
| 2009      | ки  | Ночь в музее 2                  | Night at the Museum: Battle of the Smithsonian | доктор МакФи                 |
| 2009      | ф   | Ночь в музее 2                  | Night at the Museum: Battle of the Smithsonian | доктор МакФи                 |
| 2009      | ф   | Изобретение лжи                 | The Invention of Lying                         | Марк Беллисон                |
| 2009      | мс  | Губка Боб Квадратные Штаны      | SpongeBob SquarePants                          | рассказчик                   |
| 2009      | в   |                                 | Prequel: The Dawn of Lying                     |                              |
| 2009      | с   | Улица Сезам                     | Sesame Street                                  | Рики Джервейс                |
| 2010      | ф   | Городок Семетри                 | Cemetery Junction                              | Лен Тейлор                   |
| 2010      | с   | Луи                             | Louie                                          | доктор Бен                   |
| 2010—2011 | с   | Офис                            | The Office                                     | Дэвид Брент                  |
| 2011      | с   | Умерь свой энтузиазм            | Curb Your Enthusiasm                           | Рики Джервейс                |
| 2011      | ф   | Дети шпионов 4D                 | Spy Kids: All the Time in the World            | пёс Аргонавт (озвучка)       |
| 2011      | с   | Жизнь так коротка               | Life's Too Short                               | в роли самого себя           |
| 2012      | мс  | Гриффины                        | Family Guy                                     | Дельфин/Билли Финн           |
| 2014      | кор | Возвращение Брента              | The Return of Brent                            | Дэвид Брент                  |
| 2013      | с   | Дерек                           | Derek                                          | Дерек                        |
| 2013      | мф  | Побег с планеты Земля           | Escape from Planet Earth                       | Мистер Джеймс Бинг (озвучка) |
| 2013      | с   | Учимся гитаре с Дэвидом Брентом | Learn Guitar with David Brent                  | Дэвид Брент                  |
| 2014      | ф   | Маппеты 2                       | The Muppets... Again!                          | Доминик                      |
| 2014      | ф   | Ночь в музее 3                  | Night at the Museum 3                          | доктор МакФи                 |
| 2015      | мф  | Маленький принц                 | The Little Prince                              | Честолюбец                   |
| 2016      | ф   | Дэвид Брент: Жизнь в дороге     | David Brent: Life on the Road                  | Дэвид Брент                  |
| 2016      | ф   | Специальные корреспонденты      | Special Correspondents                         | Йэн Финч                     |
| 2019—2022 | с   | Жизнь после смерти              | After life                                     | Тони                         |
| 2020      | мф  | Семья Уиллоби                   | The Willoughbys                                | Кот (озвучка)                |
| 2022      | мф  | Пёс-самурай и город кошек       | Paws of Fury: The Legend of Hank               | Ика Чу (озвучка)             |

### Режиссёр
- 2001—2003 — «Офис»/ The Office, (14 эпизодов)
- 2005—2007 — «Массовка»/ Extras, (13 эпизодов)
- 2009 — «Изобретение лжи» / The Invention of Lying
- 2009 — Prequel: The Dawn of Lying (короткометражка)
- 2010 — «Городок Семетри» / Cemetery Junction
- 2010 — «Рики Джервейс: Наука» / Ricky Gervais: Live IV — Science (документальное видео)
- 2011—2013 — «Жизнь так коротка»/ Life’s Too Short, (8 эпизодов)
- 2012—2014 — «Дерек»/ Derek, (телесериал, 13 эпизодов)
- 2016 — «Дэвид Брент: Жизнь в дороге» / David Brent: Life on the Road
- 2016 — «Специальные корреспонденты» / Special Correspondents
- 2019—2022 — «Жизнь после смерти» / After Life

### Продюсер
- 2004 — «Знакомства c Карлом Пилкингтоном» /Meet Karl Pilkington (видео)
- 2005—2013 — «Офис»/ The Office, (179 эпизодов)
- 2006 — Ricky Gervais Meets… Larry David (документальный телефильм)
- 2006 — Ricky Gervais Meets… Christopher Guest (телефильм)
- 2006 — Ricky Gervais Meets… Garry Shandling (телефильм)
- 2006—2007 — «Массовка»/ Extras, (7 эпизодов)
- 2007 — «Рики Джервейс: Слава» /Ricky Gervais Live 3: Fame (видео)
- 2008 — «Рики Джервейс: Вне Англии» /Ricky Gervais: Out of England — The Stand-Up Special (документальный телефильм)
- 2009 — «Изобретение лжи» /The Invention of Lying
- 2010 — «Городок Семетри» / Cemetery Junction
- 2010 — «Знакомства c Карлом Пилкингтоном II» /Meet Karl Pilkington II (видео)
- 2010 — «Рики Джервейс: Вне Англии 2» /Ricky Gervais: Out of England 2 — The Stand-Up Special (документальный телефильм)
- 2010—2012 — «Шоу Рики Джервейса»/ The Ricky Gervais Show, (телесериал, 39 эпизодов)
- 2010—2012 — «Идиот за границей»/ An Idiot Abroad, (телесериал, 20 эпизодов)
- 2011 — «Забавные разговоры» /Talking Funny (телефильм)
- 2011 — «Создание телесериала Жизнь так коротка» /The Making of Life’s Too Short (документальный телефильм)
- 2011—2013 — «Жизнь так коротка»/ Life’s Too Short, (8 эпизодов)
- 2012 — «4 комикса»/ 4Funnies, (телесериал, 1 эпизод)
- 2012—2014 — «Дерек»/ Derek, (телесериал, 8 эпизодов)
- 2013 — «Создание телесериала Дерек» /The Making of Derek (телефильм)
- 2013 — «Учимся гитаре с Дэвидом Брентом»/ Learn Guitar with David Brent, (телесериал)
- 2016 — «Дэвид Брент: Жизнь в дороге» / David Brent: Life on the Road
- 2016 — «Специальные корреспонденты» / Special Correspondents
- 2019—2022 — «Жизнь после смерти» / After Life

### Сценарист
- 1998 —The 11 O’Clock Show, (телесериал)
- 1999 — «Лаборатория комедии»/ Comedy Lab, (телесериал, 1 эпизод)
- 1999 — «Шоу Джима Таваре»/ The Jim Tavaré Show, (телесериал, 12 эпизодов)
- 2000 — «Борец»/ Bruiser, (телесериал, 5 эпизодов)
- 2000 — Meet Ricky Gervais, (телесериал, 6 эпизодов)
- 2001 — «Скетч-шоу»/The Sketch Show, (телесериал)
- 2001—2003 — «Офис»/ The Office, (14 эпизодов)
- 2003 — «Рики Джервейс: Животные» /Ricky Gervais Live: Animals (документальное видео)
- 2004 — «Рики Джервэйс: Политика» /Ricky Gervais Live 2: Politics (документальное видео)
- 2005 — «Келси Грэммер представляет: Скетч-шоу»/Kelsey Grammer Presents: The Sketch Show, (телесериал)
- 2005 — «Стромберг»/Stromberg, (телесериал, 10 эпизодов)
- 2005—2007 — «Массовка»/ Extras, (13 эпизодов)
- 2005—2013 — «Офис»/ The Office, (179 эпизодов)
- 2006 — Ricky Gervais Meets… Larry David (документальный телефильм)
- 2006 — «Симпсоны»/The Simpsons, (мультсериал, 1 эпизод)
- 2006 — Le bureau, (мини-сериал)
- 2006 — Ricky Gervais Meets… Christopher Guest (телефильм)
- 2006 — Ricky Gervais Meets… Garry Shandling (телефильм)
- 2007 — «Рики Джервэйс: Слава»/Ricky Gervais Live 3: Fame (видео)
- 2008 — «Рики Джервейс: Вне Англии»/Ricky Gervais: Out of England — The Stand-Up Special (документальный телефильм)
- 2009 — «Разрядка смехом»/Ricky Gervais Meets… Garry Shandling (телефильм)
- 2009 — «Изобретение лжи»/The Invention of Lying
- 2010 — «Городок Семетри»/Cemetery Junction
- 2010 — «Рики Джервейс: Наука» /Ricky Gervais: Live IV — Science (документальное видео)
- 2010 — «Рики Джервейс: Вне Англии 2»/Ricky Gervais: Out of England 2 — The Stand-Up Special (документальный телефильм)
- 2010—2012 — «Шоу Рики Джервейса»/ The Ricky Gervais Show, (телесериал, 39 эпизодов)
- 2011—2013 — «Жизнь так коротка»/ Life’s Too Short, (8 эпизодов)
- 2012—2014 — «Дерек»/ Derek, (телесериал, 13 эпизодов)
- 2013 — «Возвращение Брента»/The Return of Brent (короткометражный фильм)
- 2013 — «Учимся гитаре с Дэвидом Брентом»/ Learn Guitar with David Brent, (телесериал)
- 2016 — «Дэвид Брент: Жизнь в дороге» / David Brent: Life on the Road
- 2016 — «Специальные корреспонденты» / Special Correspondents
- 2019—2022 — «Жизнь после смерти» / After Life

### Редактор сценариев
- 2009 — Comedy Showcase, (телесериал, 1 эпизод)
- 2009 — PhoneShop, (телесериал, 1 эпизод)